# 霍尔格·松德斯特伦
霍尔格·松德斯特伦（瑞典語：Holger Sundström，1925年4月17日—），瑞典前男子帆船运动员。他曾代表瑞典参加1964年夏季奥林匹克运动会帆船比赛，联同佩勒·彼得松获得一枚铜牌。